# سيلاس ستافورد
سيلاس ستافورد (بالإنجليزية: Silas Newby Stafford)‏ هو مجدف أمريكي، ولد في 27 أبريل 1986 في سانتا روسا في الولايات المتحدة.

## وصلات خارجية
- سيلاس ستافورد على موقع الاتحاد الدولي للتجديف (الإنجليزية)
- سيلاس ستافورد على موقع اللجنة الأولمبية الدولية (الإنجليزية)
- سيلاس ستافورد على موقع أوليمبيديا (الإنجليزية)